# Jacques Herbrand
Jacques Herbrand (ur. 12 lutego 1908, zm. 27 lipca 1931) – francuski matematyk, znany głównie ze swojego wkładu do logiki matematycznej, w mniejszym stopniu też do algebry.
Autor twierdzenia Herbranda.
Zginął w wypadku podczas wspinaczki w Alpach.